# Gréalou
Gréalou est une commune française située dans l'est du département du Lot, en région Occitanie.
Elle est également dans le causse de Cajarc, le plus petit des quatre causses du Quercy, enserré dans les méandres du Lot et du Célé.
Exposée à un climat océanique altéré, elle est drainée par divers petits cours d'eau. Incluse dans le parc naturel régional des Causses du Quercy, qui a depuis 2017 le label de géoparc mondial Unesco, la commune possède un patrimoine naturel remarquable composé d'une zone naturelle d'intérêt écologique, faunistique et floristique.
Gréalou est une commune rurale qui compte 302 habitants en 2022, après avoir connu un pic de population de 659 habitants en 1831.  Elle fait partie de l'aire d'attraction de Figeac. Ses habitants sont appelés les Gréalois ou  Gréaloises.

## Géographie
Commune située dans le Quercy, sur le causse de Saint-Chels. Gréalou fait partie du parc naturel régional des Causses du Quercy.

### Communes limitrophes
Les communes limitrophes sont Béduer, Brengues, Cadrieu, Cajarc, Carayac, Montbrun et Saint-Chels.
| Brengues    | Béduer  |          |
| Saint-Chels | Gréalou | Carayac  |
| Cajarc      | Cadrieu | Montbrun |

### Pèlerinage de Compostelle
Sur la via Podiensis du pèlerinage de Saint-Jacques-de-Compostelle.
On vient de Béduer, la prochaine commune est Cajarc et sa chapelle Sainte-Marguerite.

### Climat
Pour des articles plus généraux, voir Climat de l'Occitanie et Climat du Lot.
En 2010, le climat de la commune est de type climat océanique altéré, selon une étude s'appuyant sur une série de données couvrant la période 1971-2000. En 2020, Météo-France publie une typologie des climats de la France métropolitaine dans laquelle la commune est toujours exposée à un climat océanique altéré et est dans la région climatique Ouest et nord-ouest du Massif Central, caractérisée par une pluviométrie annuelle de 900 à 1 500 mm, maximale en automne et en hiver.
Pour la période 1971-2000, la température annuelle moyenne est de 12,2 °C, avec une amplitude thermique annuelle de 15,6 °C. Le cumul annuel moyen de précipitations est de 985 mm, avec 10,7 jours de précipitations en janvier et 6,8 jours en juillet. Pour la période 1991-2020, la température moyenne annuelle observée sur la station météorologique la plus proche, située sur la commune de Faycelles à 8 km à vol d'oiseau, est de 13,1 °C et le cumul annuel moyen de précipitations est de 806,2 mm,. Pour l'avenir, les paramètres climatiques de la commune estimés pour 2050 selon différents scénarios d'émission de gaz à effet de serre sont consultables sur un site dédié publié par Météo-France en novembre 2022.

### Milieux naturels et biodiversité

#### Espaces protégés
La protection réglementaire est le mode d’intervention le plus fort pour préserver des espaces naturels remarquables et leur biodiversité associée,.
La commune fait partie du parc naturel régional des Causses du Quercy, un espace protégé créé en 1999 et d'une superficie de 183 039 ha, qui s'étend sur 102 communes du département du Lot. La cohérence du territoire du Parc s’est fondée sur l’unité géologique d’un même socle de massif karstique, entaillé de profondes vallées. Le périmètre repose sur une unité de paysages autour de la pierre et du bâti (souvent en pierre sèche), de l’empreinte des pelouses sèches et du pastoralisme et de l’omniprésence des patrimoines naturels et culturels,. Ce parc a été classé Géoparc en mai 2017 sous la dénomination « géoparc des causses du Quercy », faisant dès lors partie du réseau mondial des Géoparcs, soutenu par l’UNESCO,.

#### Zones naturelles d'intérêt écologique, faunistique et floristique

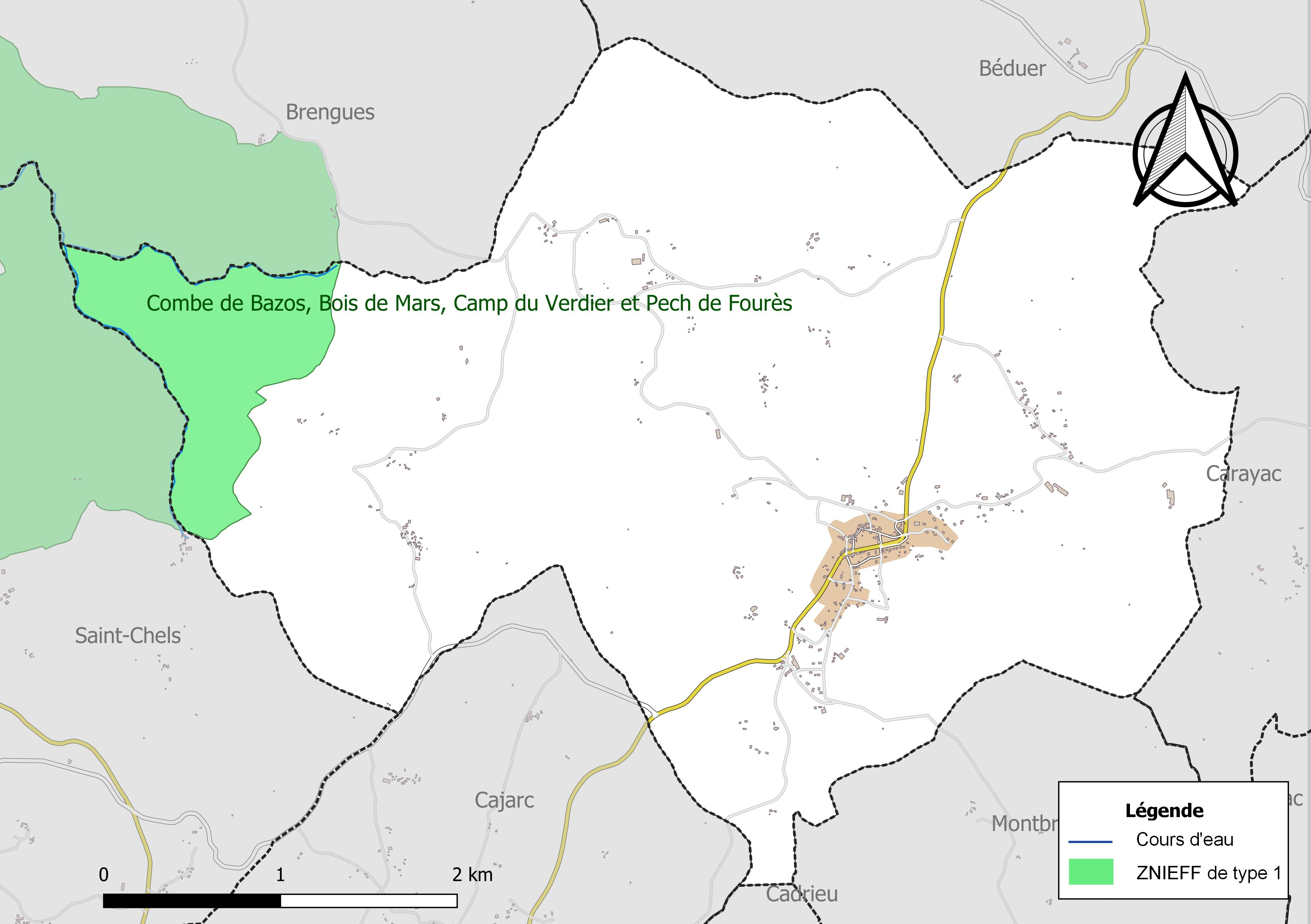
Carte de la ZNIEFF de type 1 localisée sur la commune.

L’inventaire des zones naturelles d'intérêt écologique, faunistique et floristique (ZNIEFF) a pour objectif de réaliser une couverture des zones les plus intéressantes sur le plan écologique, essentiellement dans la perspective d’améliorer la connaissance du patrimoine naturel national et de fournir aux différents décideurs un outil d’aide à la prise en compte de l’environnement dans l’aménagement du territoire.
Une ZNIEFF de type 1 est recensée sur la commune :
les « combe de Bazos, bois de Mars, Camp du Verdier et pech de Fourès » (590 ha), couvrant 4 communes du département.

## Urbanisme

### Typologie
Au 1er janvier 2024, Gréalou est catégorisée commune rurale à habitat très dispersé, selon la nouvelle grille communale de densité à sept niveaux définie par l'Insee en 2022.
Elle est située hors unité urbaine. Par ailleurs la commune fait partie de l'aire d'attraction de Figeac, dont elle est une commune de la couronne,. Cette aire, qui regroupe 59 communes, est catégorisée dans les aires de moins de 50 000 habitants,.

### Occupation des sols
L'occupation des sols de la commune, telle qu'elle ressort de la base de données européenne d’occupation biophysique des sols Corine Land Cover (CLC), est marquée par l'importance des forêts et milieux semi-naturels (87,8 % en 2018), une proportion sensiblement équivalente à celle de 1990 (87,4 %). La répartition détaillée en 2018 est la suivante : 
milieux à végétation arbustive et/ou herbacée (55,3 %), forêts (32,5 %), zones agricoles hétérogènes (10,4 %), zones urbanisées (1,4 %), prairies (0,3 %). L'évolution de l’occupation des sols de la commune et de ses infrastructures peut être observée sur les différentes représentations cartographiques du territoire : la carte de Cassini (XVIIIe siècle), la carte d'état-major (1820-1866) et les cartes ou photos aériennes de l'IGN pour la période actuelle (1950 à aujourd'hui).

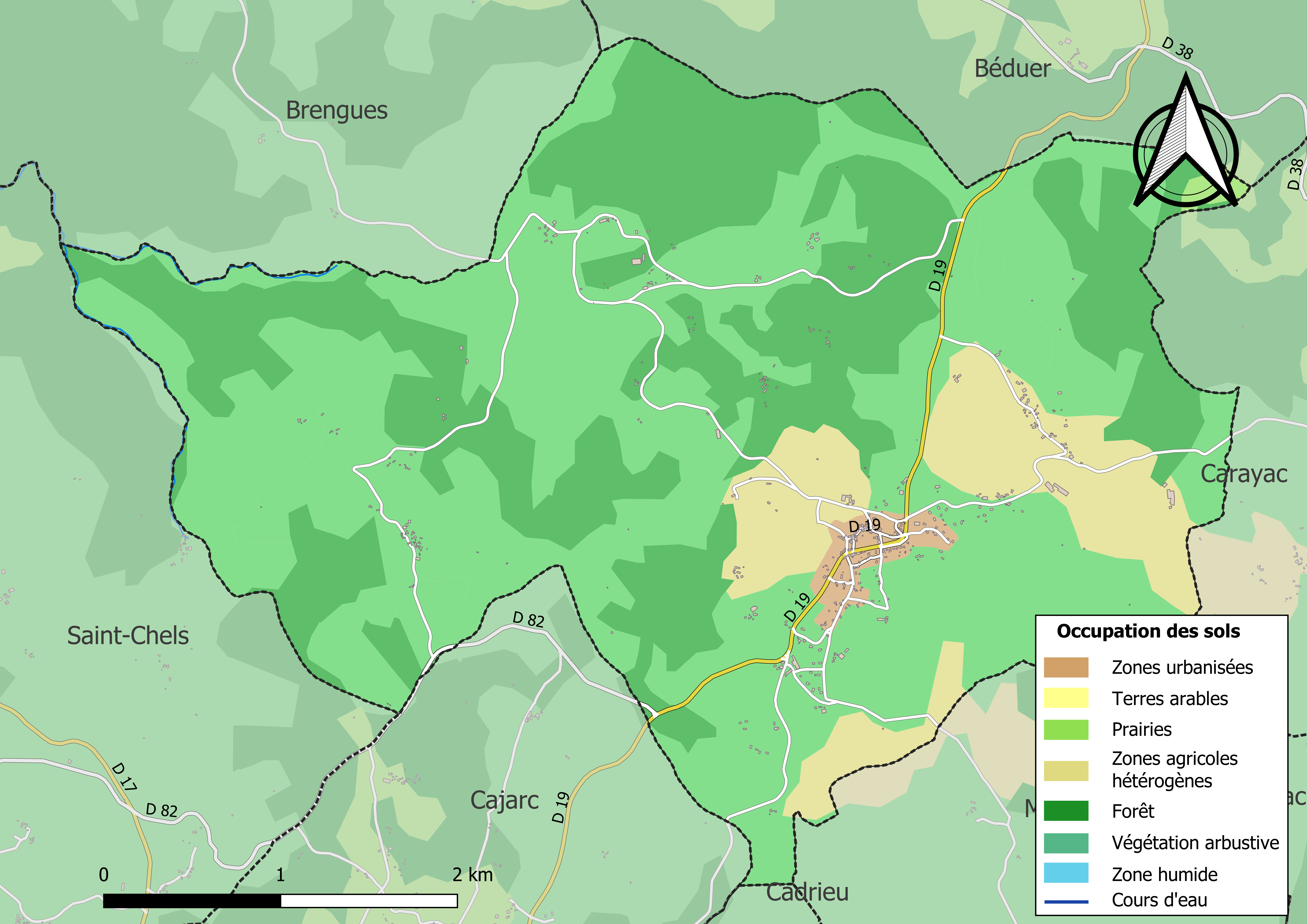
Carte des infrastructures et de l'occupation des sols de la commune en 2018 (CLC).

### Risques majeurs
Le territoire de la commune de Gréalou est vulnérable à différents aléas naturels : météorologiques (tempête, orage, neige, grand froid, canicule ou sécheresse), feux de forêts, mouvements de terrains et séisme (sismicité très faible). Un site publié par le BRGM permet d'évaluer simplement et rapidement les risques d'un bien localisé soit par son adresse soit par le numéro de sa parcelle.
Gréalou est exposée au risque de feu de forêt du fait de la présence sur son territoire du massif de la Moyenne vallée du Lot. Un plan départemental de protection des forêts contre les incendies a été approuvé par arrêté préfectoral le 30 novembre 2015 pour la période 2015-2025. Les propriétaires doivent ainsi couper les broussailles, les arbustes et les branches basses sur une profondeur de 50 mètres, aux abords des constructions, chantiers, travaux et installations de toute nature, situées à moins de 200 mètres de terrains en nature
de bois, forêts, plantations, reboisements, landes ou friches. Le brûlage des déchets issus de l’entretien des parcs et jardins des ménages et des collectivités est interdit. L’écobuage est également interdit, ainsi que les feux de type méchouis et barbecues, à l’exception de ceux prévus dans des installations fixes (non situées sous couvert d'arbres) constituant une dépendance d'habitation.

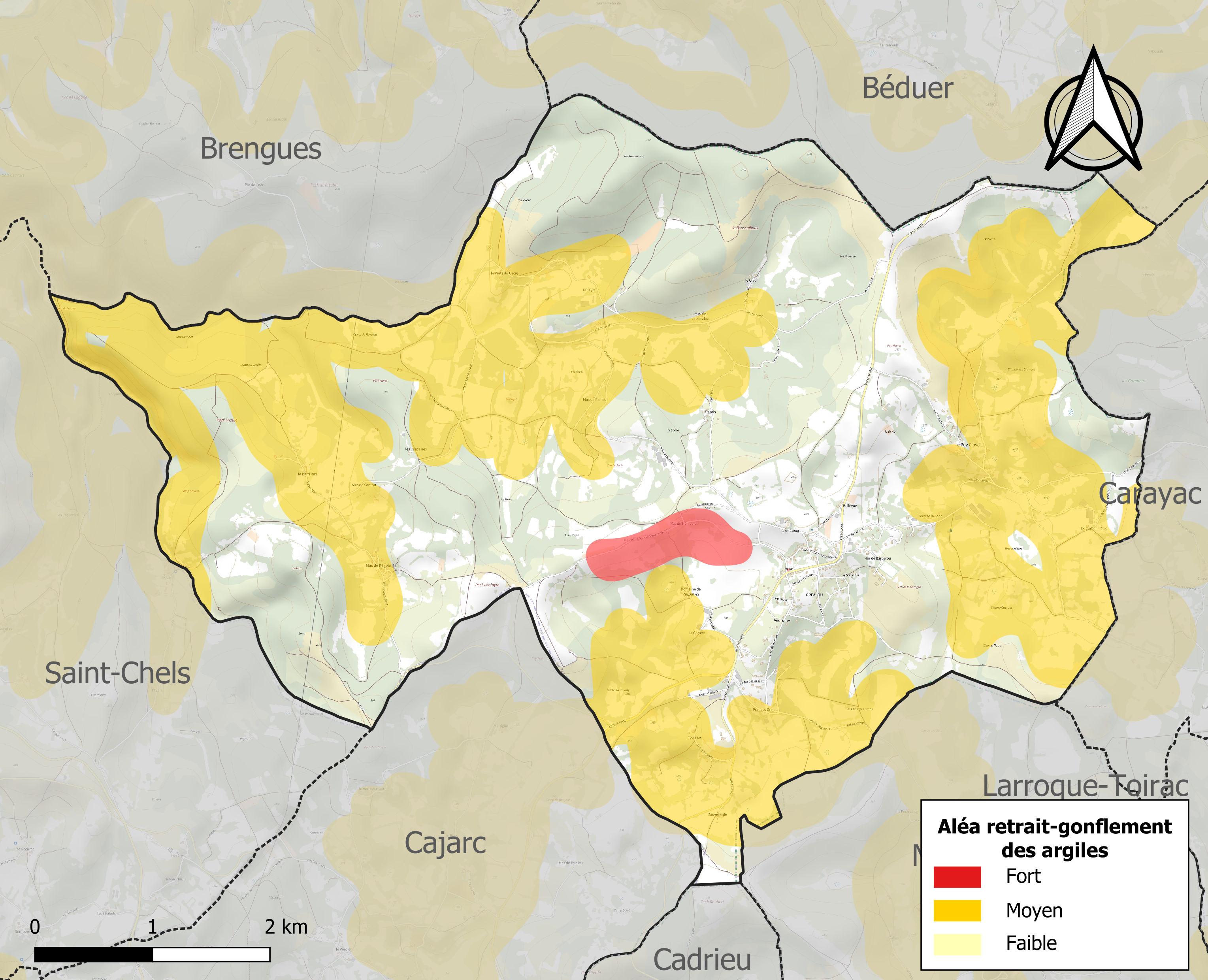
Carte des zones d'aléa retrait-gonflement des sols argileux de Gréalou.

Les mouvements de terrains susceptibles de se produire sur la commune sont des affaissements et effondrements liés aux cavités souterraines (hors mines) et des éboulements, chutes de pierres et de blocs. Par ailleurs, afin de mieux appréhender le risque d’affaissement de terrain, l'inventaire national des cavités souterraines permet de localiser celles situées sur la commune.
Le retrait-gonflement des sols argileux est susceptible d'engendrer des dommages importants aux bâtiments en cas d’alternance de périodes de sécheresse et de pluie. 48,6 % de la superficie communale est en aléa moyen ou fort (67,7 % au niveau départemental et 48,5 % au niveau national). Sur les 188 bâtiments dénombrés sur la commune en 2019, 57 sont en aléa moyen ou fort, soit 30 %, à comparer aux 72 % au niveau départemental et 54 % au niveau national. Une cartographie de l'exposition du territoire national au retrait gonflement des sols argileux est disponible sur le site du BRGM,.
Par ailleurs, afin de mieux appréhender le risque d’affaissement de terrain, l'inventaire national des cavités souterraines permet de localiser celles situées sur la commune.
La commune a été reconnue en état de catastrophe naturelle au titre des dommages causés par les inondations et coulées de boue survenues en 1982 et 1999. Concernant les mouvements de terrains, la commune a été reconnue en état de catastrophe naturelle au titre des dommages causés par des mouvements de terrain en 1999.

## Toponymie
Le nom Gréalou est dérivé du germanique griot, greot ou grés. Ces mots désignent sur le causse un lieu dont le sol pauvre est constitué de peu de terre et de petits cailloux.
Il pourrait aussi venir du mot occitan "gréal" désignant des grillons.

## Histoire
Le village a connu une histoire mouvementée, ayant été rasé pendant la guerre de Cent Ans par les Anglais, et le château pillé en 1791 pendant la Révolution.

## Population et société

### Démographie
| 1793 | 1800 | 1806 | 1821 | 1831 | 1836 | 1841 | 1846 | 1851 |
| ---- | ---- | ---- | ---- | ---- | ---- | ---- | ---- | ---- |
| 528  | 514  | 564  | 599  | 659  | 557  | 535  | 604  | 605  |

| 1856 | 1861 | 1866 | 1872 | 1876 | 1881 | 1886 | 1891 | 1896 |
| ---- | ---- | ---- | ---- | ---- | ---- | ---- | ---- | ---- |
| 570  | 548  | 532  | 509  | 542  | 531  | 550  | 528  | 480  |

| 1901 | 1906 | 1911 | 1921 | 1926 | 1931 | 1936 | 1946 | 1954 |
| ---- | ---- | ---- | ---- | ---- | ---- | ---- | ---- | ---- |
| 485  | 474  | 445  | 262  | 238  | 215  | 229  | 209  | 165  |

| 1962 | 1968 | 1975 | 1982 | 1990 | 1999 | 2006 | 2008 | 2013 |
| ---- | ---- | ---- | ---- | ---- | ---- | ---- | ---- | ---- |
| 190  | 175  | 194  | 215  | 201  | 224  | 239  | 243  | 266  |

| 2018 | 2022 | - | - | - | - | - | - | - |
| ---- | ---- | - | - | - | - | - | - | - |
| 286  | 302  | - | - | - | - | - | - | - |

### Enseignement
Gréalou dispose d'une école primaire rassemblant une école maternelle et une école élémentaire.

### Vie associative
La commune de Gréalou compte de nombreuses associations (APE, association de chasse St Hubert, comité de gestion, football club, comité des fêtes). Chacune de ces associations organisent dans l'année des événements qui connaissent de grands succès, notamment la traditionnelle fête votive organisée par le Comité des fêtes qui se déroule autour du 15 août.

### Sports
Le FC Gréalou est un club de football qui évolue en deuxième division du district du Lot.

## Économie

### Revenus
En 2018, la commune compte 124 ménages fiscaux, regroupant 297 personnes. La médiane du revenu disponible par unité de consommation est de 20 880 € (20 740 € dans le département).

### Emploi
|                | 2008  | 2013  | 2018  |
| -------------- | ----- | ----- | ----- |
| Commune        | 6,8 % | 5,9 % | 6,8 % |
| Département    | 7,3 % | 8,9 % | 9,6 % |
| France entière | 8,3 % | 10 %  | 10 %  |

En 2018, la population âgée de 15 à 64 ans s'élève à 162 personnes, parmi lesquelles on compte 75,9 % d'actifs (69,1 % ayant un emploi et 6,8 % de chômeurs) et 24,1 % d'inactifs,. Depuis 2008, le taux de chômage communal (au sens du recensement) des 15-64 ans est inférieur à celui de la France et du département.
La commune fait partie de la couronne de l'aire d'attraction de Figeac, du fait qu'au moins 15 % des actifs travaillent dans le pôle,. Elle compte 45 emplois en 2018, contre 49 en 2013 et 44 en 2008. Le nombre d'actifs ayant un emploi résidant dans la commune est de 113, soit un indicateur de concentration d'emploi de 39,9 % et un taux d'activité parmi les 15 ans ou plus de 52,7 %.
Sur ces 113 actifs de 15 ans ou plus ayant un emploi, 27 travaillent dans la commune, soit 24 % des habitants. Pour se rendre au travail, 86,7 % des habitants utilisent un véhicule personnel ou de fonction à quatre roues, 6,2 % s'y rendent en deux-roues, à vélo ou à pied et 7,1 % n'ont pas besoin de transport (travail au domicile).

### Activités hors agriculture
27 établissements sont implantés  à Gréalou au 31 décembre 2019.
Le secteur de l'industrie manufacturière, des industries extractives et autres est prépondérant sur la commune puisqu'il représente 40,7 % du nombre total d'établissements de la commune (11 sur les 27 entreprises implantées  à Gréalou), contre 14 % au niveau départemental.

### Agriculture
|               | 1988 | 2000  | 2010 | 2020  |
| ------------- | ---- | ----- | ---- | ----- |
| Exploitations | 19   | 14    | 9    | 9     |
| SAU (ha)      | 738  | 1 091 | nd   | 1 503 |

La commune est dans les Causses », une petite région agricole occupant une grande partie centrale du département du Lot. En 2020, l'orientation technico-économique de l'agriculture  sur la commune est l'élevage d'ovins ou de caprins. Neuf exploitations agricoles ayant leur siège dans la commune sont dénombrées lors du recensement agricole de 2020 (19 en 1988). La superficie agricole utilisée est de 1 503 ha,,.

## Culture locale et patrimoine

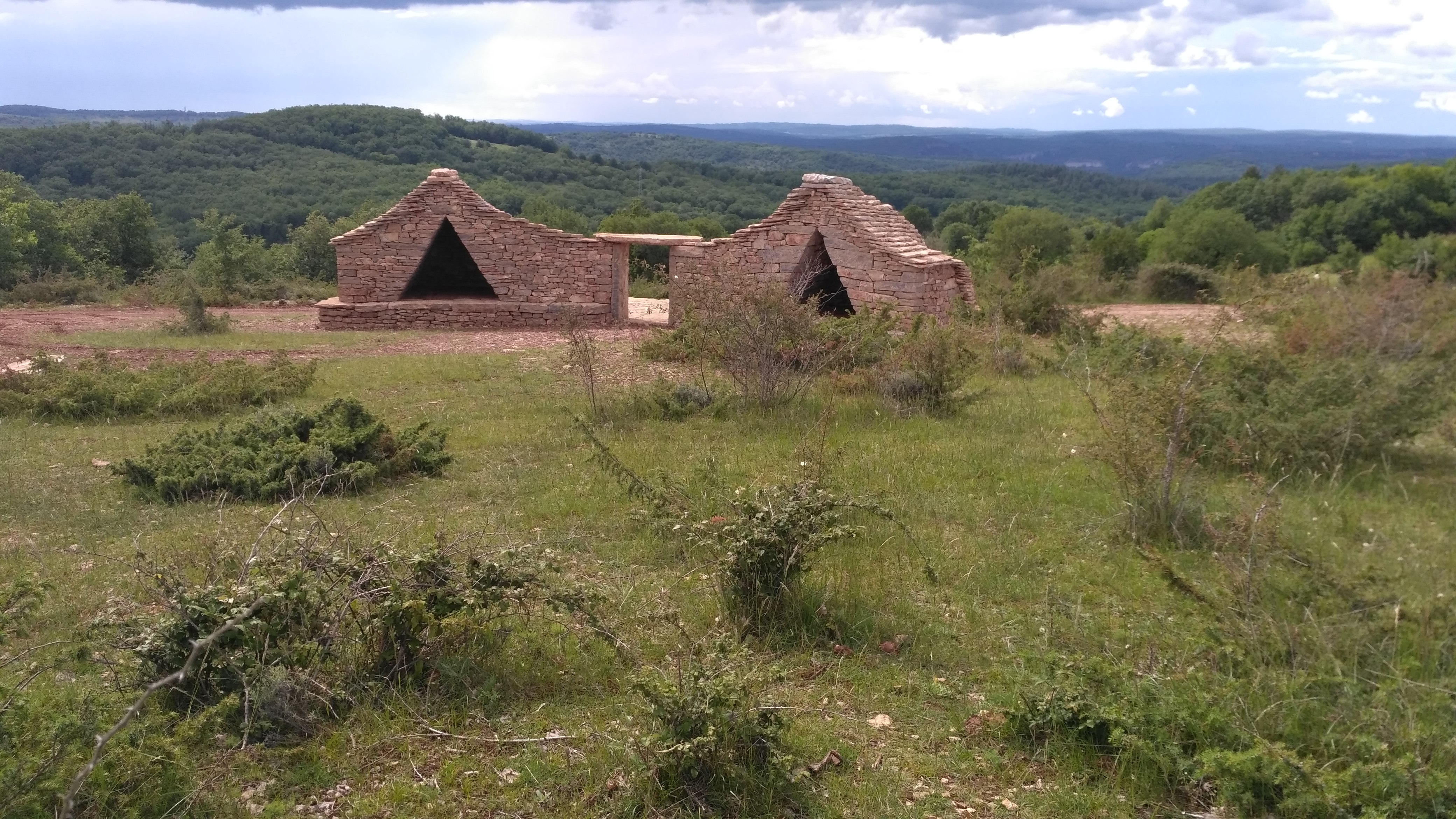
Super-Cayrou est une œuvre d’art-refuge en pierres sèches sur le GR65.

La commune est traversée par le GR65 qui emprunte une ancienne voie de Compostelle : la via Podiensis.

### Lieux et monuments
L’église romane Notre-Dame-de-l'Assomption, très typique de cette région, sur sa place ombragée de platanes, possède une Vierge de Pitié, et un groupe en pierre polychrome du début du XVIe siècle. Bénitier historié en pierre de 1684. L'édifice a été inscrit au titre des monuments historiques en 1959. Plusieurs objets sont référencer dans la base Palissy.

### Mégalithisme
La commune comporte de nombreux monuments mégalithiques (dolmens et menhirs).
- Dolmens de Pech Laglayre :
- Dolmen du Chenil : la table a disparu mais les deux orthostates latérales assez dégradées sont encore en place ; la chambre sépulcrale mesure 2 mètres de long sur 0,70 mètre de large.
- Dolmen des Vandourgues (appelé aussi Dolmen du Mas-Mondieu) : le dolmen a échappé à une destruction totale il y a quelques années.
- Dolmen de Trégodinas : le dolmen est quasiment détruit, il n'en reste qu'une dalle ; le tumulus mesure 16 mètres de diamètre pour 1,10 mètre de haut[38].
- Dolmens et menhir du Verdier : 3 dolmens sont recensés sur le lieu-dit du Verdier. Le dolmen no 1 est un dolmen double, les dolmens 2 et 3 sont distants d'environ 1 kilomètre. Le menhir du Verdier est une dalle de calcaire de 2,60 mètres de haut retaillée en forme de monolithe rectangulaire et réutilisé en pilier de soutènement dans une grange (son authenticité est sujette à caution).
- Menhir du Cayre : c'est un monolithe de 2,70 mètres de haut du même type que celui du Verdier et dont l'authenticité pose les mêmes questions.
- Dolmen de Ganil :  il a conservé son tumulus haut de plus de  2 mètres, sa longue table (5,25 mètres) est fracturée mais demeurée en place.  Inscrit MH (2011) Notice no PA46000049 44° 32′ 07″ N, 1° 54′ 12″ E
- Dolmen de la Combe de l'Ours (appelé aussi Dolmen des Aguals) : Le dolmen de la Combe-de-l'Ours, est situé aux confins des communes de Gréalou et de Montbrun.  Inscrit MH (2001) Notice no PA46000021 44° 31′ 44″ N, 1° 53′ 40″ E

### Personnalités liées à la commune
- Sylvain Toulze (1911-1993), poète occitan du XXe siècle;
- L'artiste franco-suisse Esther Tanner Marcoux (1953- )

### Équipements culturels
Gréalou propose à ses habitants un service de prêt de livre au sein d'une bibliothèque municipale.

### Héraldique
| Blason de Gréalou | Blason  | De sinople au chêne d'or accompagné en chef de deux coquilles du même et au loup de sable brochant sur le fût de l'arbre ; au chef cousu de gueules au dolmen du lieu [de Pech Laglaire] terrassé d'argent. |
| Blason de Gréalou | Détails | Le statut officiel du blason reste à déterminer. |

## Pour approfondir